# Francisco Alía Miranda
Francisco Alía Miranda (1960) es un historiador español, especializado en el estudio de la historia española en el siglo xx y que también ha publicado trabajos sobre la metodología de la historia.

## Biografía
Nacido en 1960, Alía Miranda, discípulo de Manuel Espadas Burgos, se doctoró en Historia Contemporánea por la Universidad Complutense de Madrid (UCM). Profesor en la Facultad de Letras de Ciudad Real de la Universidad de Castilla-La Mancha (UCLM), ha trabajado en este centro desde 1991. Vicerrector de la Universidad de Castilla-La Mancha entre 2005 y 2011. Ejerció como presidente del Instituto de Estudios Manchegos (IEM) entre 2010 y 2017. 
En 2019 fue nombrado catedrático de la UCLM en el área de Historia Contemporánea.

## Obras
- — (2006). Duelo de sables. El general Aguilera, de ministro a conspirador contra Primo de Rivera (1917-1931). Madrid: Biblioteca Nueva.[6]
- — (2011). Julio de 1936: Conspiración y alzamiento contra la Segunda República. Barcelona: Crítica.[7][8]
- — (2015). La agonía de la República. El final de la guerra civil española (1938-1939). Barcelona: Crítica.[9]
- — (2016). Métodos de investigación histórica. Madrid: Síntesis.[10]
- — (2017). La Guerra Civil en Ciudad Real. Conflicto y revolución en una provincia de la retaguardia republicana, 1936-1939. Ciudad Real: Diputación Provincial de Ciudad Real.[11]
- — (2018). Historia del Ejército español y de su intervención política: del Desastre del 98 a la Transición. Madrid: Los Libros de la Catarata.
- — (2020). La otra cara de la guerra: Solidaridad y humanitarismo en la España republicana durante la Guerra Civil (1936-1939). Madrid: Sílex.
- — (2023). La dictadura de Primo de Rivera (1923-1930). Paradojas y contradicciones del nuevo régimen. Madrid: Los Libros de la Catarata.